# Artur Lenartowski
Artur Lenartowski (ur. 17 marca 1988 w Częstochowie) – polski piłkarz, występujący na pozycji pomocnika.

## Kariera klubowa
Początkowo zawodnik klubu Olimpijczyk Częstochowa, następnie gracz Rakowa Częstochowa. Pierwszego gola w jego barwach zdobył 11 sierpnia 2006 roku w zremisowanym 3:3 spotkaniu z Chrobrym Głogów. W czerwcu 2009 został wypożyczony za 50 tys. zł na pół roku z opcją pierwokupu do Piasta Gliwice. W Ekstraklasie zadebiutował 30 października w przegranym 0:2 spotkaniu z Lechią Gdańsk. Był to jego jedyny występ w rundzie jesiennej sezonu 2009/2010, dlatego działacze gliwickiego klubu nie zdecydowali się na transfer definitywny i w styczniu 2010 Lenartowski powrócił do Rakowa.
Latem 2010 roku w meczu sparingowym z Oderką Opole doznał kontuzji (zerwanie więzadeł przednich), która wykluczyła go z gry w rundzie jesiennej sezonu 2010/2011. 26 czerwca 2011 roku podpisał roczny kontrakt z możliwością przedłużenia na kolejne lata z Koroną Kielce. Zadebiutował w jej barwach 30 lipca w wygranym 2:1 meczu z Cracovią. Pierwszego gola w Ekstraklasie strzelił 26 marca 2012 roku w spotkaniu z Polonią Warszawa, przyczyniając się do zwycięstwa 3:0.
2 czerwca 2014 roku, odszedł z Korony Kielce, po tym, jak klub podjął decyzję o nieprzedłużaniu z nim wygasającej umowy. Później reprezentował barwy Podbeskidzia Bielsko-Biała, Ruchu Chorzów, GKS Bełchatów, Elany Toruń i Siarki Tarnobrzeg. Od 2020 do 2022 występował w Rakowie II Częstochowa.